# Сандалов, Владимир Александрович
Влади́мир Алекса́ндрович Санда́лов (26 января 1906, Санкт-Петербург — 4 мая 1980) — советский лётчик бомбардировочной авиации и военачальник, в 1941 году — командир 125-го скоростного бомбардировочного авиационного полка (Ленинградский фронт). Герой Советского Союза (6.06.1942). Генерал-майор авиации (4.02.1944).

## Ранняя биография
Родился 26 января 1906 года в городе Санкт-Петербурге в семье служащего — незаконнорожденный сын помощника статс-секретаря Государственного совета Александра Григорьевича Тимрота. Русский. В шесть лет остался без отца, воспитывался в Гатчинском сиротском институте. В 1918 году, когда детей из-за голода перевозили в Пермскую, затем в Пензенскую губернии, убежал. Беспризорничал, добрался до Гатчины. Здесь в 1920 году поступил в трудовую школу 2-й ступени имени В. И. Ленина (ныне средняя общеобразовательная школа № 4). Окончив в 1924 году школу, работал деревообделочником на заводе в Сиверской, на стекольном заводе «Дружная горка». Вскоре он стал заведующим отделом Детскосельского горкома комсомола, был направлен в совпартшколу.

## Военная служба

### Служба с 1926 по 1941 годы
В Красной Армии с октября 1926 года. В 1927 году окончил Ленинградскую военно-теоретическую школу лётчиков, в 1929 году — 3-ю военную школу лётчиков и летнабов имени К. Е. Ворошилова в Оренбурге. Член ВКП(б)/КПСС с 1928 года. Службу начал 55-й тяжёлой бомбардировочной авиационной эскадрильи ВВС Ленинградского военного округа: младший лётчик, с 1930 старший лётчик, с 1931 командир корабля, командир авиаотряда. Освоил бомбардировщик ТБ-1, а затем и ночные полёты. В 1935 году окончил Липецкую высшую лётно-тактическую школу ВВС РККА. 
С декабря 1935 — командир 6-й тяжёлой бомбардировочной авиационной эскадрильи 2-й тяжёлой бомбардировочной авиационной бригады ВВС Ленинградского военного округа. С марта 1938 года временно командовал этой бригадой. С мая 1938 года — помощник командира 9-го бомбардировочного авиационного полка. Принимал участие в войне с Финляндией 1939—1940 годов. В феврале 1940 года назначен временно исполняющим должность командира своего полка, который в июне 1940 года был передан в Прибалтийский Особый военный округ и переброшен на аэродром Паневежис. В июне 1940 года майор Сандалов, кроме командования полком, был также начальником Рижского авиагарнизона. С сентября 1940 — помощник командира, затем командир 128-го бомбардировочного авиационного полка 12-й бомбардировочной авиационной дивизии ВВС Западного Особого военного округа (аэродром Улла, Витебская область). Здесь встретил начало Великой Отечественной войны.

### Служба во время Великой Отечественной войны
Первый боевой вылет совершил 22 июня — поднял полк на бомбардировку железнодорожного узла Сувалки. Затем были бомбовые удары по наступавшим фашистским войскам в районе Гродно, Лиды, Вильно, Минска на бомбардировщиках СБ, зачастую без истребительного прикрытия. К концу июля 1941 года в полку практически не осталось самолётов и он был выведен на переформирование и переобучение в Казань. Командир полка В. А. Сандалов за это время выполнил 14 боевых вылетов.
С августа 1941 года майор Сандалов командовал 125-м бомбардировочным авиационным полком. В конце августа полк прибыл на Западный фронт, но уже в начале сентября 1941 года спешно переброшен под Ленинград. Этот полк был единственным полком пикирующих бомбардировщиков на Ленинградском фронте. Город был в кольце блокады. Командир полка водил эскадрильи пикировщиков Пе-2 на бомбёжку гитлеровцев под Синявино и Мгу, Тосно, Ижору, Урицк, громил врагов в Саблине и Сиверском.
Менее чем за месяц боев полк уничтожил 89 самолетов противника, потеряв только три своих. Самым знаменательным был налёт 6 ноября, накануне праздника, на аэродромы Сиверский и Красногвардейск. На земле было сожжено около 70 самолётов, в основном бомбардировщиков. В результате был сорван запланированный гитлеровцами массированный бомбовый удар по городу в праздничные дни.
Защищая Ленинград с 7 сентября 1941 года по 20 января 1942 года, 125-й бомбардировочный авиационный полк под командованием подполковника Сандалова совершил 162 групповых боевых вылета для нанесения бомбовых ударов по скоплениям боевой техники и пехоты врага. Было сброшено 21355 авиабомб. Разгромлен крупный штаб, два эшелона с живой силой и техникой, три склада с боеприпасами, повреждено 10 железнодорожных станций. К ноябрю 1941 года подполковник Сандалов совершил 47 боевых вылетов, практически все — ведущим групп бомбардировщиков. Умело руководил боевыми действиями полка в ходе нанесения эффективных ударов по вражеским войскам и аэродромам. 
Более 50 летчиков, штурманов, стрелков-радистов, техников были награждены орденами и медалями. Пять авиаторов — штурман полка В. Н. Михайлов, «огненный экипаж» в составе И. С. Черных, С. К. Косинова, Н. П. Губина и штурман эскадрильи А. П. Поздняков — стали Героями Советского Союза. 21 января полк убыл в тыл на переформирование. Командующим Ленинградским фронтом М. С. Хозиным командир полка был представлен к званию Героя Советского Союза, а полк — к преобразованию в гвардейский.
Указом Президиума Верховного Совета СССР «О присвоении звания Героя Советского Союза начальствующему составу Военно-воздушных сил Красной Армии» от 6 июня 1942 года за «образцовое выполнение боевых заданий командования на фронте борьбы с немецкими захватчиками и проявленные при этом отвагу и геройство» удостоен звания Героя Советского Союза с вручением ордена Ленина и медали «Золотая Звезда» (№ 582).
С декабря 1941 года командир 2 смешанной авиадивизии, до её расформирования в феврале 1942 года. 
С марта 1942 года заместитель командира 2 резервной авиабригады.  
В июле 1942 года полковнику Сандалову было поручено сформировать 285-ю бомбардировочную авиационную дивизию. Этой дивизией командовал до конца войны. Боевой путь дивизии начался в августе 1942 года, тогда она базировалась в Тамбове и подчинялась 1-й бомбардировочной авиационной армии. Затем дивизия сражалась на Калининском фронте, участвуя в Ржевской битве. В июле в составе 16-й воздушной армии дивизия принимала участие в Сталинградской битве, в августе-сентябре поддерживала войск Западного фронта, к началу декабря вновь была переброшена под Сталинград. С апреля 1943 года дивизия сражалась в 4-й воздушной армии Северо-Кавказского фронта и активно атаковала немецкие аэродромы в ходе воздушного сражения на Кубани весной 1943 года. С июля 1943 года — на Центральном фронте, где участвовала в Курской битве, и на Западном фронте, где участвовала в Смоленской наступательной операции. Приказом Народного комиссара обороны СССР от 3 сентября 1943 года дивизия стала гвардейской и впредь именовалась 5-й гвардейской бомбардировочной авиационной дивизией. 
Комдив продолжал водить группы «пешек» на выполнение боевых заданий. В сентябре 1943 года в боевом вылете в районе города Ельни Сандалов был ведущим группы Пе-2. Во время захода на цель в кабине разорвался зенитный снаряд. Штурман и стрелок погибли, а лётчик был ранен в лицо. Комдив не свернул с боевого курса, был в воздухе, пока все самолёты дивизии не приземлились на своём аэродроме. Сам сел почти вслепую, а из кабины летчика комдива вынесли на руках. Вскоре он вернулся в строй.
Боевой путь 5-я гвардейская бомбардировочная Оршанская Краснознаменная ордена Кутузова авиационная дивизия завершила в Восточной Пруссии. В последних боевых вылетах лётчики наносили бомбовые удары по порту Пиллау. Ко дню Победы на счету генерал-майора авиации Сандалова было 133 боевых вылета. В июне 1945 года он участвовал в Параде Победы на Красной площади и был приглашён на приём в Кремль.

### После войны
После войны продолжал службу в ВВС, командуя  той же дивизией. С июня 1946 года — командир 1-й гвардейской бомбардировочной авиационной дивизии 2-й воздушной армии Центральной группы войск, с октября 1949 по декабрь 1950 года — заместитель командира 66-го гвардейского бомбардировочного авиационного корпуса. В 1953 году окончил Высшую военную академию имени К. Е. Ворошилова. С февраля 1953 года — заместитель командующего 48-й воздушной армией по формированию и подготовке бомбардировочной авиации (Одесский военный округ). С июня 1953 — помощник командующего 73-й воздушной армией (Туркестанский военный округ). С ноября 1956 года — начальник военной кафедры Брянского сельскохозяйственного института. С декабря 1959 года генерал-майор авиации В. А. Сандалов — в запасе.
Жил в Ленинграде (ныне — Санкт-Петербург). Умер 4 мая 1980 года.

## Награды
- Медаль «Золотая Звезда» (6.06.1942)[5];
- два ордена Ленина (6.06.1942; 19.11.1951);
- три ордена Красного Знамени (26.02.1942[6]; 2.07.1944[7]; 5.11.1946)
- орден Суворова 2-й степени (29.06.1945)[8];
- орден Суворова 3-й степени (5.09.1943)[9];
- орден Отечественной войны 1-й степени (26.07.1943)[10];
- орден Красной Звезды (3.11.1944);
- медаль «За оборону Кавказа»[11];
- медаль «За оборону Сталинграда»;
- медаль «За оборону Ленинграда»;
- медаль «За взятие Кёнигсберга»
- ряд других медалей.

## Увековечивание памяти
- На фасаде школы № 4 города Гатчина, где учился Герой, установлена мемориальная доска.
- Именем В. А. Сандалова в городе Гатчина названа улица в микрорайоне Аэродром[12].